# Вожники
Вожнѝки (на полски: Woźniki; на немски: Woischnik) е град в Южна Полша, Силезко войводство, Люблинешки окръг. Административен център е на градско-селската Вожнишка община. Заема площ от 71,01 км2.

## Население
Според данни от полската Централна статистическа служба, към 1 януари 2014 г. населението на града възлиза на 4 463 души. Гъстотата е 63 души/км2.